# Franco Mazzotti

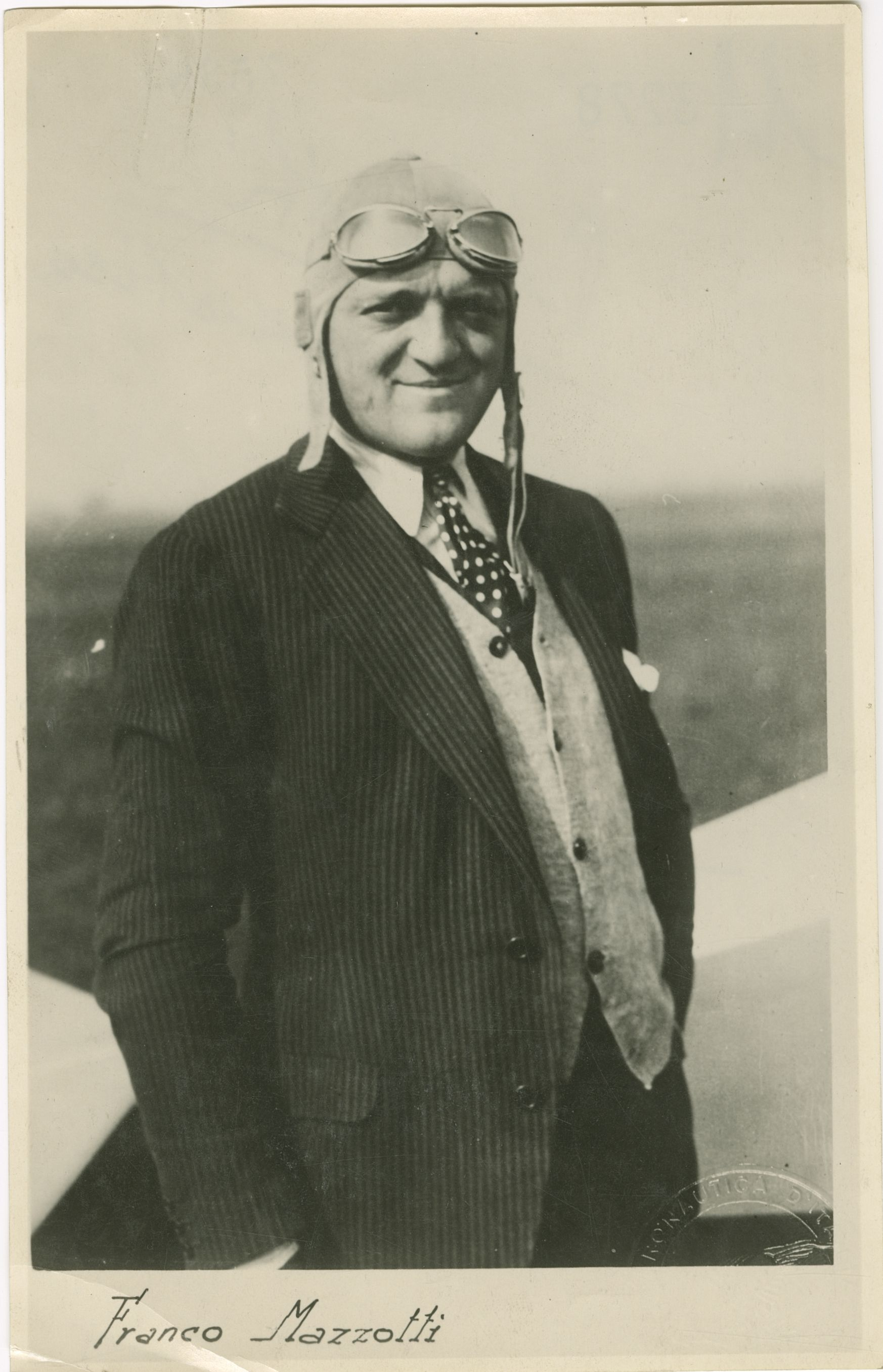
Franco Mazzotti (1920)

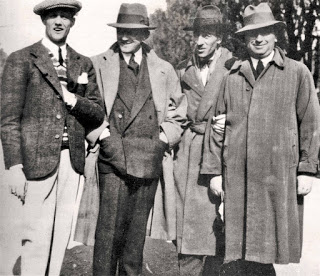
Die Gründerväter der Mille Miglia (v. l.): Aymo Maggi, Franco Mazzotti, Giovanni Canestrini und Renzo Castagneto

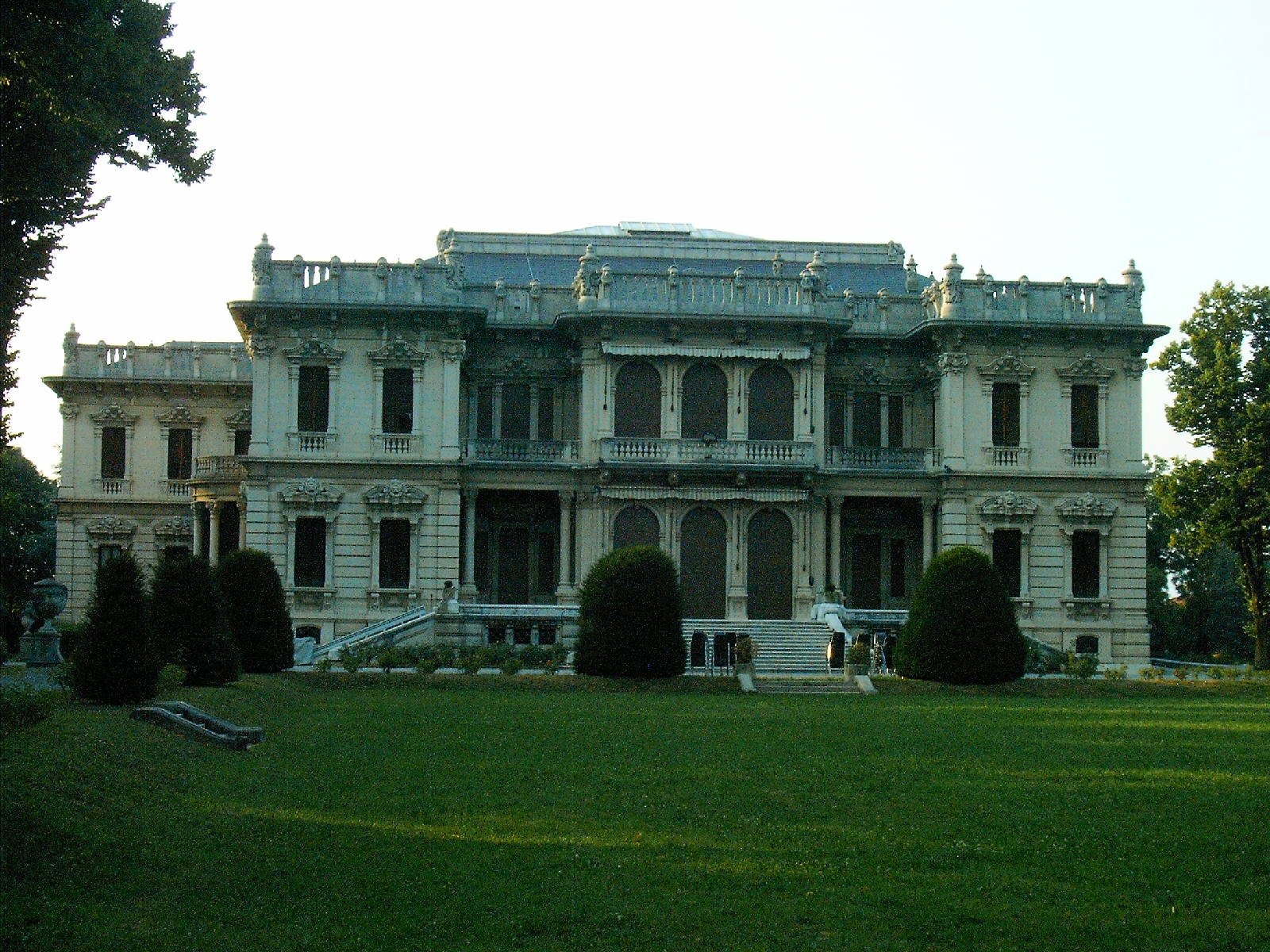
Villa Mazzotti in Chiari (2006)

Francesco Giuseppe Antonio „Franco“ Mazzotti Biancinelli-Faglia (* 31. Dezember 1904 in Rudiano; † 14. November 1942 in der Straße von Sizilien) war ein italienischer Adeliger, Pilot sowie Motorboot- und Automobilrennfahrer.

## Werdegang
Franco Mazzotti war der Sohn des Finanziers Conte Lodovico Mazzotti (1870–1933) und der Gräfin Lucrezia Faglia (1873–1965), Witwe des Grafen Alfredo Fenaroli Avogadro, und wuchs in Rudiano im Palazzo Fenaroli und später in Chiari in der Villa Mazzotti auf.
Bereits in seiner Kindheit begeisterte sich Mazzotti für den Motorsport. Im Jahr 1924 startete er 19-jährig auf einem Bugatti Type 30 in der Klasse bis 2000 cm³ Hubraum beim Circuito di Cremona und schied dabei aus. Für die Coppa Acerbo wenig später war er ebenfalls gemeldet, trat aber nicht an. 1925 wurde er auf Bugatti Type 13/22 Dritter der 1500-cm³-Klasse beim Reale Premio di Roma und auf einem Bugatti Type 35 Dritter der 2000-cm³-Klasse bei der Coppa Montenero. Im folgenden Jahr errang Mazzotti auf dem Type 35 in Rom (Klasse bis 2000 cm³) und bei der Coppa Montenero jeweils Rang vier.
Zusammen mit Aymo Maggi, Renzo Castagneto und Giovanni Canestrini rief er die Mille Miglia ins Leben, die 1927 zum ersten Mal stattfand. Mazzotti war hierbei vor allem als Finanzier tätig. Bei der Ausgabe von 1928 nahm er selbst an dem 1000-Meilen-Rennen von Brescia nach Rom und zurück teil. Er pilotierte zusammen mit Archimede Rosa einen Tipo 665 „Superba“ des OM-Werksteams; nach über 19 Stunden Fahrzeit belegte das Duo hinter Giuseppe Campari / Giulio Ramponi (Alfa Romeo) den zweiten Platz. 1930 wurde Mazzotti zusammen mit Aymo Maggi in einem Alfa Romeo 6C 1750C GS Achter. In den Jahren 1930 und 1931 nahm er zudem an mehreren Motorbootrennen teil.
Gegen Ende der 1920er-Jahre wandte sich Mazzotti verstärkt der Fliegerei zu. Im August 1929 nahm er auf einem Breda-Eindecker an der Challenge International de Tourisme teil. Im selben Jahr reiste er als offizieller Sprecher mit der italienischen Luftfahrtdelegation unter der Leitung von Italo Balbo in den Vereinigten Staaten. Ende des Jahres 1930 flog Mazzotti zusammen mit „Francis“ Lombardi und Mario Rasini auf Fiat AS.2 innerhalb von 15 Tagen über etwa 12.000 km von Rom nach Kapstadt. Außerdem umrundete er mit den beiden den afrikanischen Kontinent über 27.600 km in 40 Etappen.
Im Jahr 1934 versuchte er zusammen mit „Francis“ Lombardi einen Geschwindigkeitsrekord mit einem Postflugzeug Savoia-Marchetti S.71 von Rom nach Buenos Aires aufzustellen, was jedoch nicht gelang: Das Flugzeug musste nach dem Flug über den Atlantik an einem Strand in Natal, Brasilien notlanden.
1938 nahm Mazzotti zusammen mit seinem Schwager Giulio Binda und Roberto Foligno in einer De Havilland DH.90 Dragonfly am von Italo Balbo organisierten Raduno Sahariano in der Libyschen Wüste teil. Dem Trio ging das Benzin aus und es galt mehrere Tage lang als vermisst, bevor es von Balbo am 28. Januar aufgefunden und gerettet wurde.
Neben seinen motorsportlichen und fliegerischen Aktivitäten war Mazzotti zeitweise Präsident des Reale Automobile Club d’Italia sowie ab Oktober 1928 des Regio Automobil Club di Brescia und in den Spielzeiten 1926/27 bis 1930/31 Präsident des Fußballvereins Brescia Calcio. Zudem pflegte er eine Leidenschaft für das Kino und produzierte verschiedene Filme über Sportereignisse wie die Milla Miglia und die Umrundung Afrikas.
Während des Zweiten Weltkrieges war Mazzotti ab 1940 Angehöriger der Regia Aeronautica, wo er im Rang eines Capitano pilota zur Gruppe Servizi Aerei Speciali gehörte. Er starb am 14. November 1942 im Alter von 37 Jahren, als sein Flugzeug, eine Savoia-Marchetti SM.75, über der Straße von Sizilien abgeschossen wurde. Er hatte sich auf dem Weg von Nordafrika nach Italien befunden und beförderte italienische Zivilisten und Militärangehörige, die nach dem Vorrücken der Alliierten Afrika verließen. Sein Leichnam wurde nie gefunden. In der Privatkapelle der Familie Mazzotti auf dem Friedhof von Chiari, in der auch Mitglieder der Familie Fenaroli begraben sind, erinnert ein Kenotaph an ihn.
Im November 1949 gründeten die drei überlebenden Organisatoren der Mille Miglia im Gedenken an Franco Mazzotti den Club della Mille Miglia „Franco Mazzotti“, der noch heute jährlich das Oldtimerrennen Coppa Franco Mazzotti in der Lombardei durchführt, und benannten die Trophäe für die Sieger des Rennens nach ihm in „Coppa Franco Mazzotti“. Im Juni 1976 wurde ihm vom Staatspräsidenten Giovanni Leone posthum die Medaglia d’argento al valore aeronautico (deutsch Silberne Tapferkeitsmedaille der Luftfahrt) verliehen. Mazzotti war mit dem Orden der Krone von Italien (Commendatore) ausgezeichnet und Cavaliere des Ordens der Heiligen Mauritius und Lazarus.